# Шафт
Шафт (енгл. Shaft), такође објављен под насловом Детектив Шафт, амерички је криминалистички трилер филм из 1971. године у режији Гордона Паркса са Ричардом Раундтријем у главној улози. Сценарио филма заснован је на истоименом роману Ернеста Тајдимена. Филм је утицао на развој етничког поджанра блексплоатације на филму. Добио Оскара за најбољу песму за филм.
Џона Шефта, приватног детектива, унајмљује криминални вођа да уђе у траг његовој ћерки која је киднапована.

## Радња
Јануар 1971, Њујорк. Приватном детективу Џону Шафту прилази шеф харлемске мафије, Бумпи. Он јавља да је неко отео његову ћерку Марси и тражи помоћ да је пронађе. Бампи саветује Шефта да започне потрагу са Беном Буфордом, вођом једне од харлемских банди. Шефт и Бен познају се од детињства, али су се постепено њихови путеви разишли. Шефт проналази Бена и укључује се у пуцњаву са неким непознатим људима. Бенови људи гину у овој пуцњави.
Поручник Вик Андрози говори Шефту да се у граду спрема рат између харлемске мафије и италијанске. Он се жали да јавност не разуме да је ово само рат банди. Људи то што се дешава доживљавају као сукоб између црнаца и белаца. Поручник страхује да би ово што се дешава могло прерасти у расни рат. Шефт и Бен посећују Бампија. Шафт му замера што ништа није рекао о свом сукобу са Италијанима. Бумпи упорно тражи да спасе своју ћерку из руку мафије и повећава хонорар. Схафт и Бен се удружују за овај циљ.
Шефт хапси Италијане који посматрају његов стан, а на станици им каже да ради за Бампија и да би желео да се увери да је све у реду са његовом ћерком. Заједно са једним од гангстера одлази у сигурну кућу да погледа Марси. Бен и његови људи га покривају. На лицу места долази до пуцњаве. Шефт је рањен у раме, а мафија девојку скрива негде другде у хотелу.
Шефт и Бен и њихови људи развијају план да отму Марси из њене хотелске собе. Део њихове екипе се прерушава у хотелске раднике, а сам Шефт улази у собу кроз прозор. Долази до туче, услед чега је девојчица ослобођена. Шефт зове поручника Вика Андозија са говорнице и јавља да је случај затворен.